# جاعمة (القبيطة)

تعديل مصدري - تعديل

جاعمة هي إحدى قرى عزلة القبيطة بمديرية القبيطة التابعة لمحافظة لحج، بلغ تعداد سكانها 252 نسمة حسب تعداد اليمن لعام 2004.